# 2000 Year Old Man
2000 Year Old Man est un sketch humoristique rendu populaire par Carl Reiner et Mel Brooks. Créé à l'origine dans les années 1950, il est joué pour la première fois en public dans les années 1960.
Mel Brooks y joue un homme âgé de 2 000 ans qui est interviewé par Carl Reiner.